# 카할 주르 이스라엘 시나고그
카할 주르 이스라엘 시나고그(히브리어: קהל צור ישראל; 포르투갈어: Sinagoga Kahal Zur Israel; 네덜란드어: Synagoge Kahal Zur Israel)는 브라질 북동부 페르남부쿠주 헤시피의 옛 도시 루아 두 봄 예수 (유대인 거리) 197번지에 위치했던 이전 유대인 시나고그이다.
이 시나고그는 1636년 강제 개종을 피해 네덜란드령 브라질로 피신했던 포르투갈과 스페인의 세파르딤 유대인들에 의해 설립되었으며, 식민지에 이미 거주하고 있던 신개종 기독교인들이 합류하여 건물 건축에 도움을 주었을 가능성이 있다. 이는 아메리카 대륙에 세워진 최초의 시나고그였다. 이 건물은 20세기 초에 파괴되었고, 같은 부지에 새로운 건물이 지어졌으며, 현재는 유대인 박물관으로 사용되고 있다. 박물관에는 토라와 비마(Bema)뿐만 아니라 미크바와 같은 원래 시나고그의 다양한 부분을 보여주는 고고학적 발굴 유물이 전시되어 있다.

## 역사

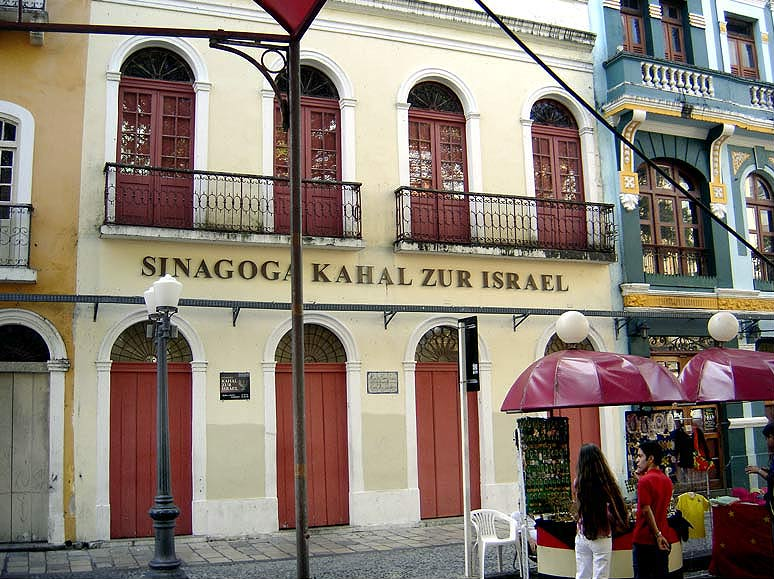
2006년 박물관 외관

1630년, 모세 코헨 헨리케스는 유대인 부대를 이끌고 브라질 연안의 이타마라카로 향했다. 그곳에서 그들은 헤시피에 정착했다. 1636년경 네덜란드를 위한 사략 행위에서 은퇴하고 아마도 해적 행위에서 물러난 후, 코헨 헨리케스는 그의 형제인 아브라함 코헨이 카할 주르 이스라엘 시나고그를 설립하는 것을 도왔다. 아마도 이 시나고그는 해적이 부분적으로 설립한 유일한 시나고그 중 하나일 것이다.
1636년부터 1654년까지 시나고그는 루아 두 봄 예수(이전에는 '유대인의 거리'를 의미하는 루아 도스 주데우스) 197번지와 203번지 주택 부지에서 기능했다. 17세기 중반 네덜란드인들이 브라질 북동부의 이 지역을 잠시 지배하던 시기에 번성했다. 당시 시나고그는 약 1,450명의 유대인 공동체를 섬겼다. 시나고그에는 찬송가 인도자 조수에 벨로시노와 1642년 헤시피로 파견된 랍비 이삭 아보아브 다 폰세카가 있었다. 1654년, 네덜란드인들은 유대인들이 포르투갈의 박해를 피하여 식민지에서 안전하게 떠날 수 있도록 보장받은 후에야 포르투갈에 항복했다. 아보아브 다 폰세카와 코헨 헨리케스, 그리고 대부분의 네덜란드 식민지 유대인들은 떠났다.
원래의 시나고그 건물은 20세기 초까지 존재하다가 철거되었다. 부지는 고고학적 발굴을 통해 확인되었다. 2001년, 옛 시나고그 자리에 있던 1층에 두 개의 상점이 있는 2층 건물에 유대인 박물관을 만들기로 결정했다.

### 현재
스페인과 포르투갈의 세파르딤 유대인들이 17세기와 18세기에 지은 시나고그를 닮도록 설계된 유대인 박물관은 2001년에 개관했다. 오늘날 헤시피에는 네 개의 시나고그가 있다. 많은 유대인들은 카할 주르 이스라엘 시나고그가 그들의 오랜 역사와 연결되는 상징성 때문에 이곳에서 결혼식과 성인식을 기념하기로 선택한다. 이 시나고그는 또한 더 넓은 문화적 르네상스의 중심에 있다. 매년 11월, 춤, 영화, 음식(특히 게필테 피슈에서 플루덴까지)을 제공하는 유대인 축제가 약 20,000명의 방문객을 시나고그와 루아 두 봄 예수(유대인 거리)로 이끌고 있다.

## 내용주
1. ↑  하아레츠에도 "브라질 헤시피의 시나고그, 아메리카 대륙에서 가장 오래된 것으로 간주: 역사가들은 세계에서 가장 큰 가톨릭 국가인 브라질 역사에서 유대인들이 가졌던 중요한 역할을 점차 밝혀내고 있다"라는 제목으로 게재되었다.
2. ↑  저자에 의해 출처가 명시됨.[5][6]